# Дворяткино
Дворяткино — деревня в Кольчугинском районе Владимирской области России, входит в состав Есиплевского сельского поселения.

## География
Деревня расположена на берегу речки Чёрная в 13 км на восток от центра поселения села Есиплево и в 24 км на восток от райцентра города Кольчугино.

## История
В XIX — начале XX века деревня входила в состав Семьинской волости Юрьевского уезда, с 1925 года — в составе Калининской волости Юрьев-Польского уезда Иваново-Вознесенской губернии. В 1859 году в деревне числилось 9 дворов, в 1905 году — 22 двора.
С 1929 года деревня входила в состав Борисцевского сельсовета Кольчугинского района, с 1940 года — в составе Новобусинского сельсовета, с 2005 года — в составе Есиплевского сельского поселения.

## Население
| 1859 | 1905 | 2002 | 2010 | 2021 |
| ---- | ---- | ---- | ---- | ---- |
| 94   | ↗124 | ↘1   | ↘0   | →0   |